# Марица (община)
Марица (болг. Община Марица) — община в Болгарии. Входит в состав Пловдивской области.
Население составляет 30 606 человек (на 21.07.05).

## Состав общины
В состав общины входят следующие населённые пункты:
1. Бенковски
2. Войводиново
3. Войсил
4. Граф-Игнатиево
5. Динк
6. Желязно
7. Калековец
8. Костиево
9. Крислово
10. Маноле
11. Манолско-Конаре
12. Радиново
13. Рогош
14. Скутаре
15. Строево
16. Трилистник
17. Труд
18. Царацово
19. Ясно-Поле

1. ↑  НСИ Националният регистър на населените места (болг.)